# Paulo Alberto Fonseca
Paulo Alberto Fonseca, mais conhecido como Paulinho (Olímpia, 20 de abril de 1955) é um ex-futebolista brasileiro que atuava como centroavante.
É irmão do futebolista Juninho Fonseca, que atuou pela Seleção Brasileira na Copa do Mundo de 1982.

## Carreira

### Atleta
Começou a carreira no juvenil do Rio Preto, em 1974.
Em 1975, passou pela Ponte Preta, onde foi dispensado pelo técnico Zé Duarte.
Ainda em 1975, foi para o Capivariano, onde foi o artilheiro da Segunda Divisão de São Paulo (hoje equivalente à Terceira Divisão) com 21 gols.
Em julho de 1977, transferiu-se para o Ginásio Pinhalense, onde, naquele ano, foi campeão da Primeira Divisão de São Paulo (hoje equivalente à Terceira Divisão) e artilheiro da competição com 21 gols.
Em 1978, excursionou com a Seleção Paulista de Novos durante três meses pela Ásia e Oriente Médio, onde foi artilheiro do time, com 13 gols em 15 jogos.
Naquele ano de 1978, novamente pela Pinhalense, foi artilheiro da Divisão Intermediária, agora com 23 gols. Foi eleito pela crônica esportiva o melhor jogador do torneio. Lá recebeu o apelido de "Paulinho, o canhão de Pinhal".
Sondado pelo Internacional, em 1979, chegou ao Londrina, contratado por 2,2 milhões de cruzeiros.
No ano seguinte, foi campeão da Taça de Prata, sendo uma das estrelas do time marcando 3 gols nos dois jogos das finais e vice-artilheiro do campeonato, com 14 gols. Também foi eleito a Revelação do Campeonato.
Em 1981, foi Campeão Paranaense e artilheiro do torneio, com 13 gols.
Iniciou 1982 pelo Londrina, mas ainda naquele ano foi contratado pelo Santos.
Em 1984, foi para o Coritiba.
Voltou ao Londrina, encerrando sua carreira em 1988.

### Fora dos campos
Cursou Fisioterapia na PUC.
Paulinho trabalhou na Prefeitura de Olímpia como secretário de esportes.
Em 2018, foi gerente de futebol do Olímpia.
No início de 2020, trabalhou como técnico interino do Olímpia. Em agosto do mesmo ano, assumiu como auxiliar-técnico de Ednei Fernandes no Olímpia.

### Títulos
Ginásio Pinhalense
- Campeonato Paulista - Série A3: 1977

Londrina
- Taça de Prata (Campeonato Brasileiro - Série B): 1980

- Campeonato Paranaense: 1981

Individuais
- Artilheiro do Campeonato Paulista - Série A3: 1977 (21 gols)[6]
- Artilheiro do Campeonato Paulista - Série A2: 1978 (23 gols)[6]
- Artilheiro do Campeonato Paranaense: 1981 (13 gols)[16]